# سیارک ۷۴۴۳
سیارک ۷۴۴۳ (به انگلیسی: 7443 Tsumura، نامگذاری:1996BR2) هفت هزار و چهارصد و چهل و سومین سیارک کشف شده‌است که در ۲۶ ژانویه ۱۹۹۶ کشف شد.
قدر مطلق سیارک برابر ۴۴.۶ است.